# Gare de Tecknau
La gare de Tecknau (en allemand Bahnhof Tecknau) est une gare ferroviaire située dans la commune de Tecknau, en Suisse.

## Situation ferroviaire
La gare est située au point kilométrique (PK) 29,1 de la Ligne du Hauenstein.